# فوقس متعدد الأوراق
فوقس متعدد الأوراق (الاسم العلمي: Fucus polyphyllus) هو نوع من الطلائعيات يتبع جنس الفوقس من الفصيلة الفوقسية.